# Sphaeropoeus tuberculosus
Sphaeropoeus tuberculosus är en mångfotingart som beskrevs av Karsch 1881. Sphaeropoeus tuberculosus ingår i släktet Sphaeropoeus och familjen Zephroniidae. Inga underarter finns listade i Catalogue of Life.